# Darpa
Darpa es un género de lepidópteros ditrisios de la subfamilia Pyrginae dentro de la familia Hesperiidae. Se encuentra en Indochina.

## Especies
- Darpa pteria
- Darpa hanria
- Darpa striata